# Райт, Элисон (атлет)
Элисон Джойс Райт (англ. Alison Joyce Wright, род. 1 декабря 1949, Крайстчерч) — новозеландская бегунья на средние и длинные дистанции.

## Карьера
Элисон Райт училась в школе под открытым небом Фендалтон в Крайстчерче, в колледже Фэрфилд в Гамильтоне и в Университете Виктории в Веллингтоне (Новая Зеландия).
Элисон Райт представляла свою страну на Играх Содружества 1978 года в беге на дистанциях 800 и 1500 метров, где заняла шестое место в забеге на 1500 метров.
Райт была обладательницей рекорда Новой Зеландии на дистанции 1000 метров с временем 2.38,54, установленным на Олимпийском стадионе в Берлине 17 августа 1979 года, пока в 2015 году в Токио Энджи Петти не пробежала дистанцию за 2.37,28. Хотя тогда время Элисон не было признано рекордным, оно было подтверждено и зафиксировано как рекорд спустя 25 лет. В конце 2011 года время Райт (4:16.7), показанное в январе 1981 года, также было признано официальным рекордом Новой Зеландии в беге на 1500 метров в помещении, хотя оставалось таковым всего несколько месяцев, пока в начале 2012 года его не побила Люси ван Дален. Райт также была чемпионкой Новой Зеландии, Шотландии и Великобритании в беге на 1500 метров (в помещении).
Райт представляла Океанию в финале Кубка мира 1979 года в Монреале (Канада). Она представляла Шотландию на чемпионате мира по бегу по пересечённой местности в Мадриде в 1981 году и Великобританию в соревнованиях в 1981 и 1982 годах. Она выполнила квалификационный норматив на дистанции 800 метров для участия в Олимпийских играх в Москве. На её отбор повлиял международный бойкот этих Игр.

### Достижения
| Дистанция, метров | Время      | Место  | Дата |
| ----------------- | ---------- | ------ | ---- |
| 800               | 2.02,7     | Кёльн  | 1979 |
| 1000              | 2.38,54 НР | Берлин | 1979 |
| 1500              | 4.11,68    | Цюрих  | 1979 |
| 3000              | 9.00,85    | Корк   | 1981 |